# Мужская сборная Намибии по хоккею на траве
Мужская сборная Намибии по хоккею на траве — мужская сборная по хоккею на траве, представляющая Намибию на международной арене. Управляющим органом сборной выступает Союз хоккея на траве Намибии (англ. Namibia Hockey Union).

## Результаты выступлений

### Всеафриканские игры
- 1987—1991 — не участвовали
- 1995 — 5-е место
- 1999—2003 — не участвовали

### Чемпионат Африки по хоккею на траве
- 1974—1993 — не участвовали
- 1996 — 4-6-е места
- 2000 — 6-е место
- 2005 — 5-е место
- 2009—2013 — не участвовали

### Чемпионат мира (индорхоккей)
- 2003—2007 — не участвовали
- 2011 — 12-е место
- 2015 — не участвовали